# 御岳ロープウェイスキー場
御岳ロープウェイスキー場（おんたけロープウェイスキーじょう）は、1989年に開業し2010年度迄営業していた長野県木曽郡木曽町の御嶽山東側にあるスキー場である。全長2,332mのロープウェイによる運行により標高差を確保し、中斜面が主体のスキー場となっているほか、初級者用の迂回路も設置されている。スノーボードは全面滑走可能。ナイター営業は実施していない。標高の高さゆえ良好な雪質を確保しており、比較的遅い時期まで滑走可能だった。尚、御岳ロープウェイは「ロープウェイ」を名乗っているが、狭義のロープウェイではなくゴンドラリフトである。スキーブーム終焉に伴う業績不振及び利用客の減少により、2010年冬 - 2011年春シーズンの営業を休止した。スキー場としての運営は、事実上の廃業となっており、冬季以外での夏山営業スタイルへ方向転換した。

## コース
1基のゴンドラ、3基のリフトと1基の歩道により、8本のコースが設置されている。スノーパークも完備している。

### コース
- ウッディ (700m、スノーパーク設置)
- パノラマ (1,100m)
- アルペン (1,300m)
- スター (1,000m)
- チャレンジ (1,000m，max35度)
- ビギナー (500m)
- 初心者迂回 (3,000m)
- ファミリー (900m)

### リフト
- ゴンドラ：詳細は後述
- 第１ペア：768m
- 第２ペア：654m
- 第３ペア：927m

## 業績不振による営業見合わせ
スキー場利用客の大幅減少により、2010年 - 2011年シーズンはスキー場の営業を停止することが発表された。なお春 - 秋シーズンの間は木曽町からの助成金を活用してロープウェイを運行した。今後は木曽町内の別のスキー場との経営統合を進めるとしている。しかし、木曽町内の別のスキー場も経営状態は思わしくなく、最悪の場合木曽町のスキー場が全廃という状況も考えられるため、スキー場が主産業の木曽町は同じ木曽町内にある開田高原マイアスキー場などとともに、運転資金を注入し、さらなる支援を行っていくとしている。

## 御岳ロープウェイ
鹿ノ瀬駅（かのせえき）標高1,570ｍ⇐全長2330m⇒飯森高原駅（いいもりこうげんえき）標高2,150ｍ（7合目）を片道15分で運行。前述のとおりロープウェイではなく6人乗りのゴンドラリフトである。山頂駅には展望施設がありアルプスの山々を望むことができる。

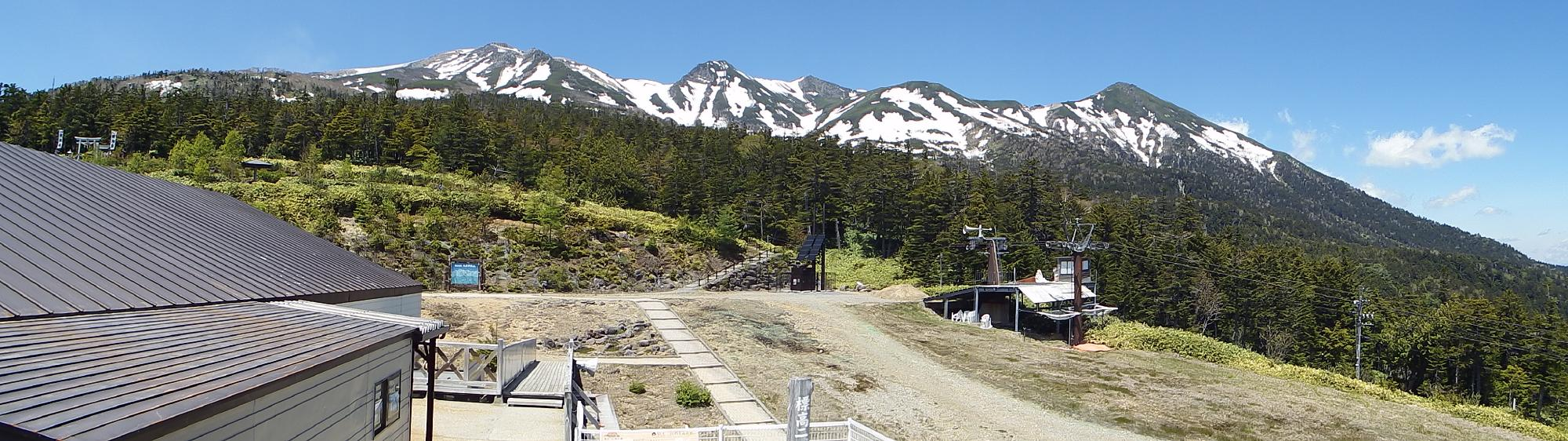
飯森高原駅から山頂をのぞむ。2017.6.16撮影

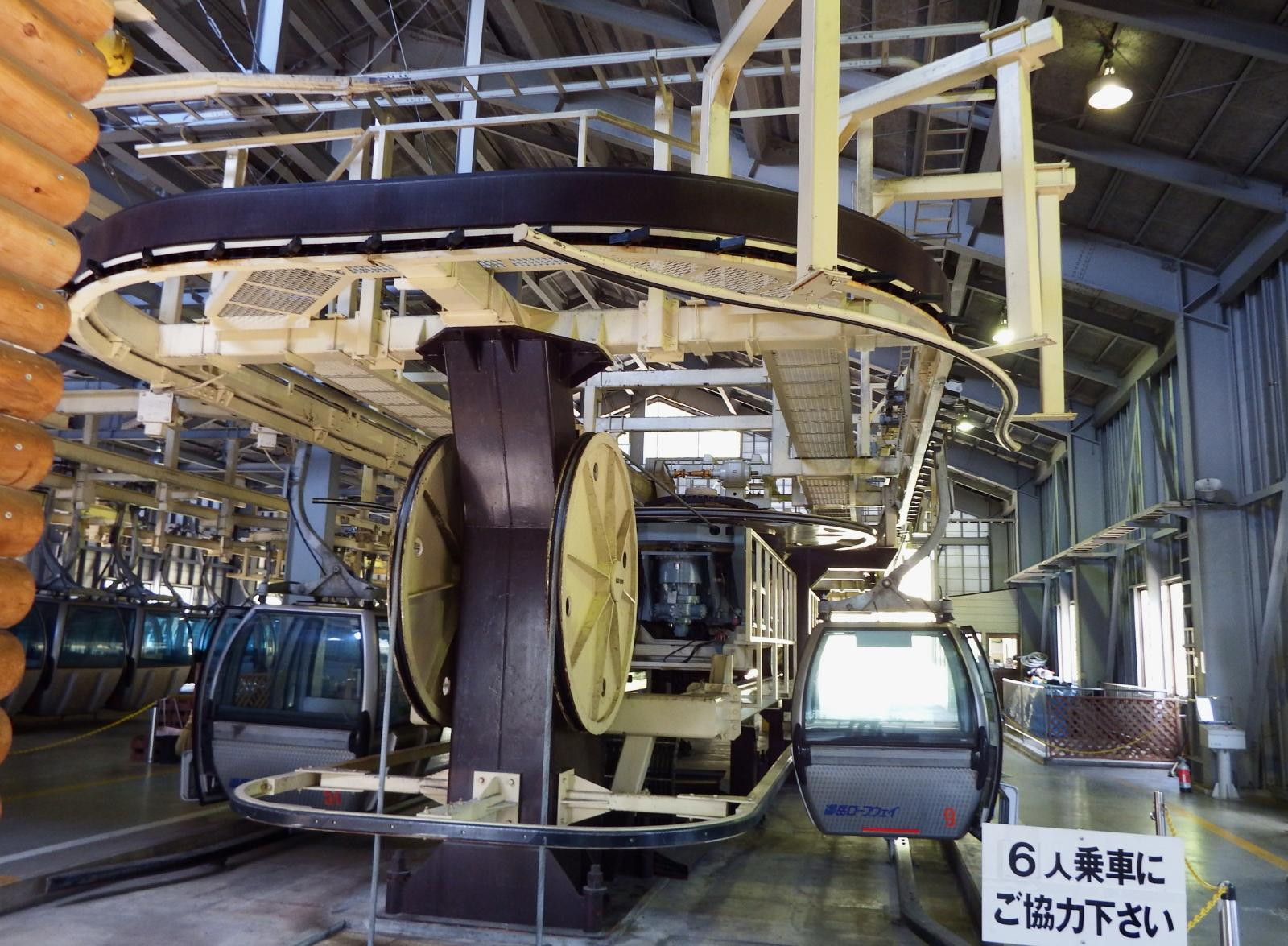
鹿ノ瀬駅
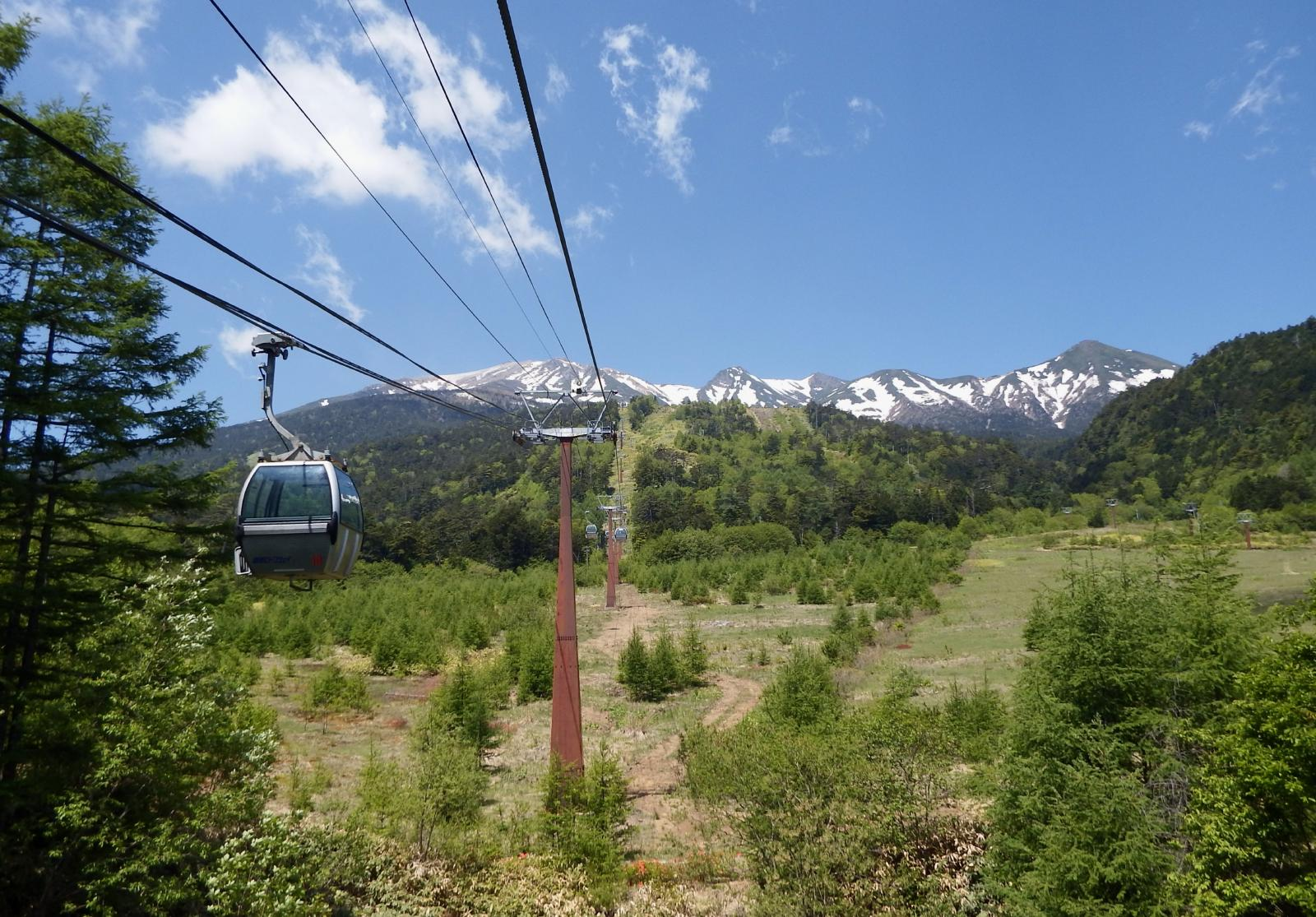
ゲレンデ
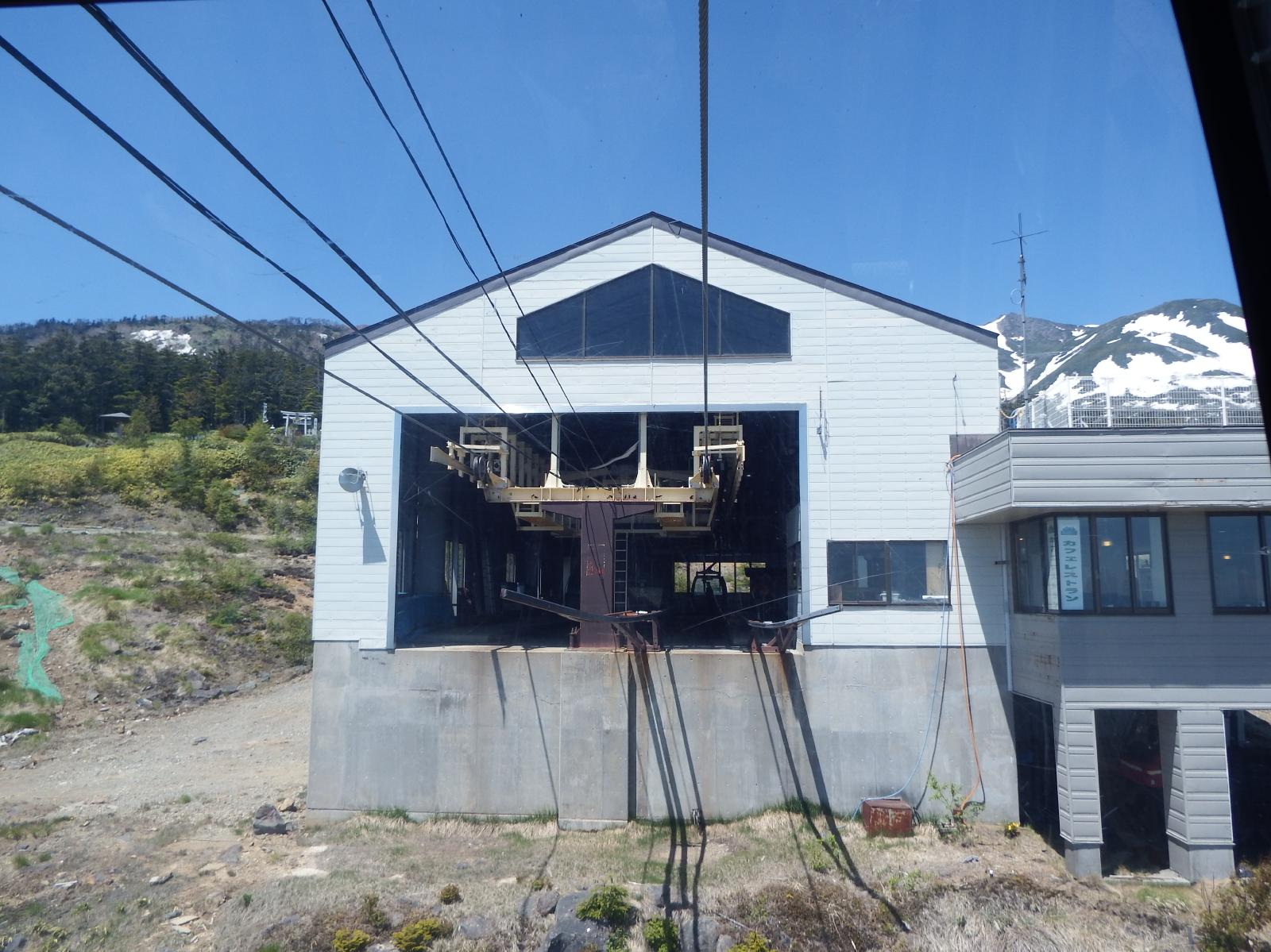
飯森高原駅
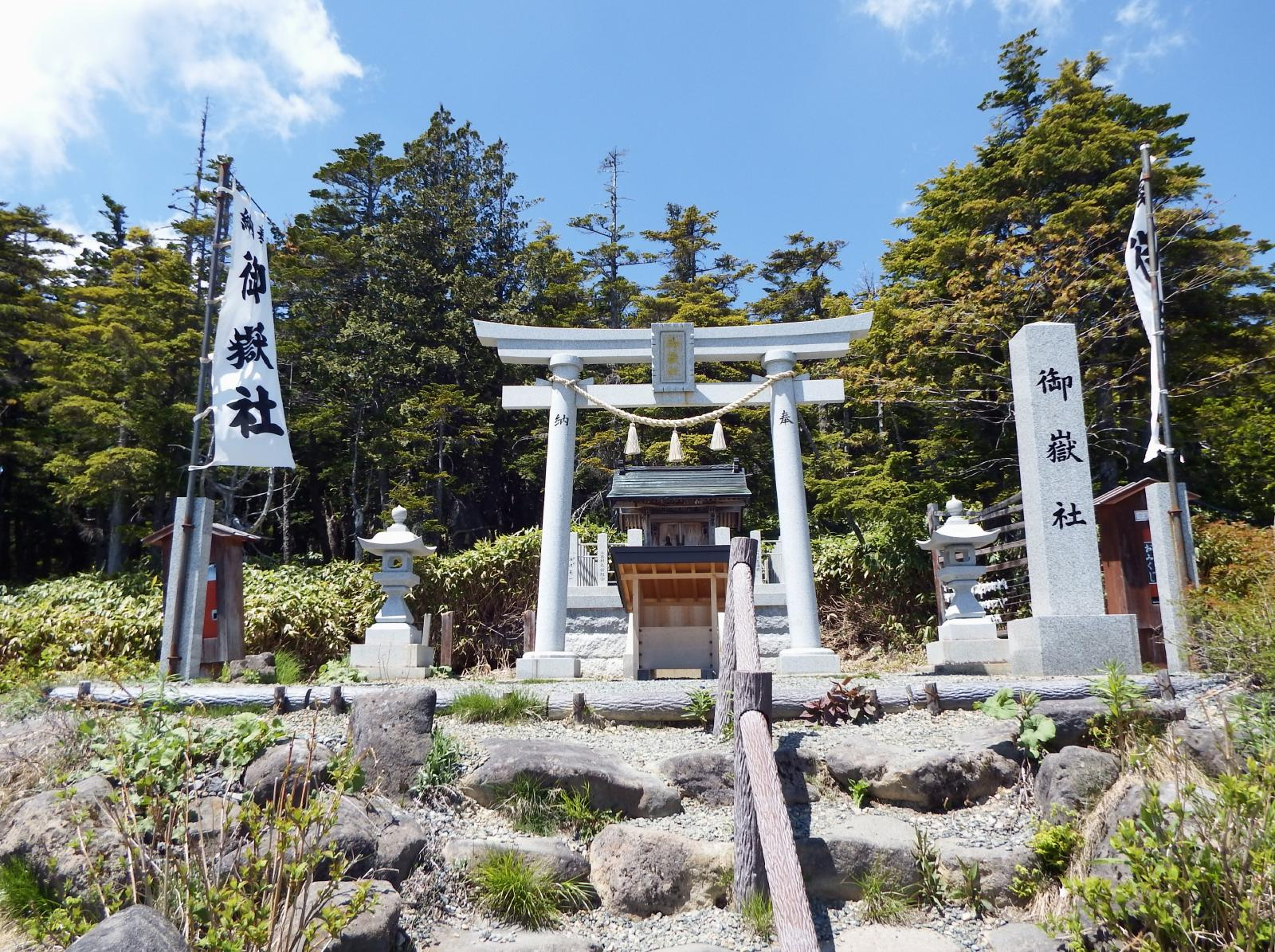
御嶽社
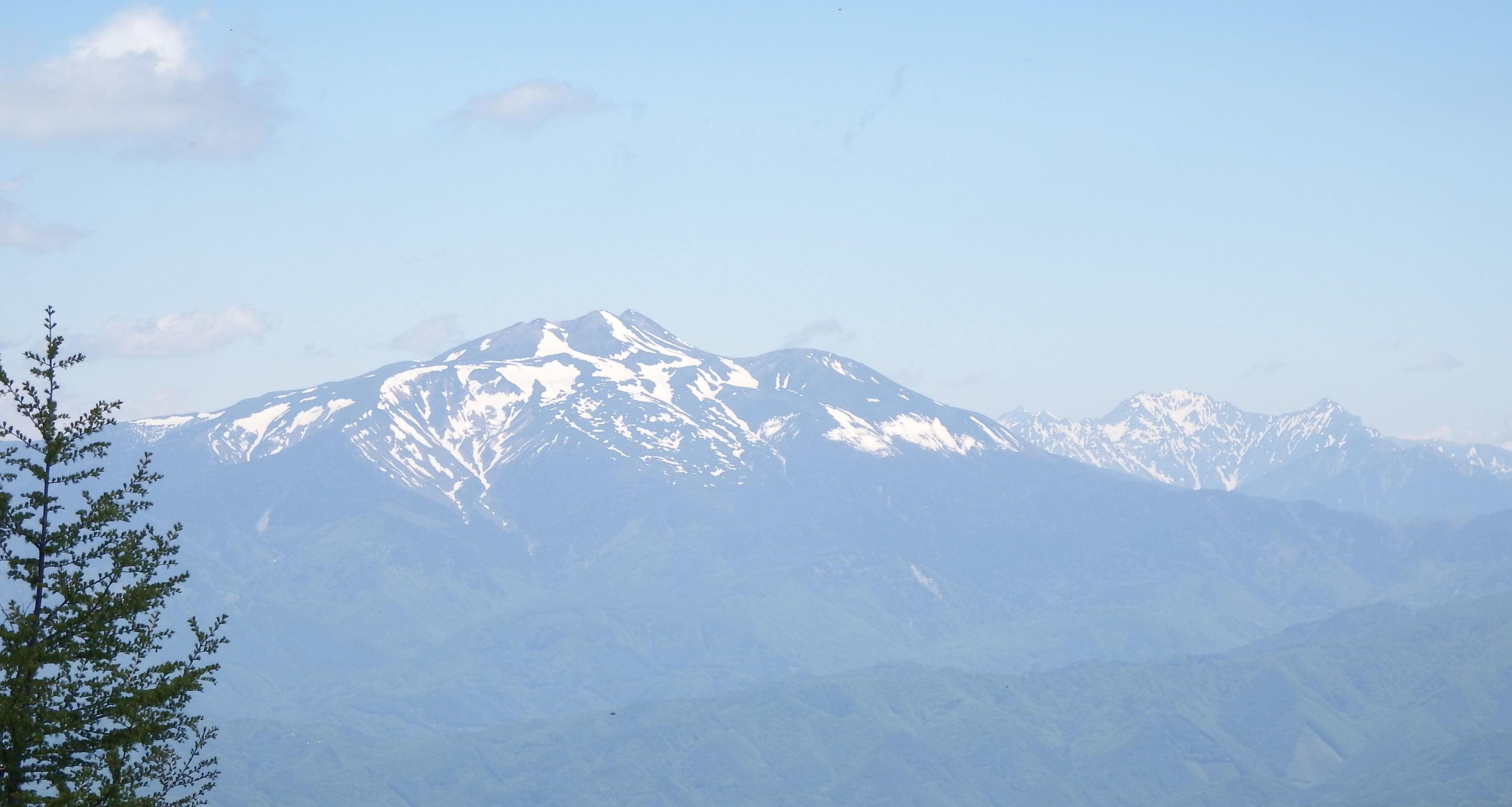
乗鞍・穂高が臨める

## 不祥事
2003年10月15日ロープウエーのゴンドラが滑走し急停止したことにより、乗客2人が転落死する事故が発生した。原因は整備不良とされ、元常務ら4人が起訴され有罪判決を受けている。

## アクセス
- 中央自動車道伊那ICから約65km
- 中央自動車道塩尻ICから約70km
- 中央自動車道中津川ICから約80km
- JR東海中央本線 木曽福島駅より木曽町生活交通システムバス（おんたけ交通が運行）御岳ロープウェイ線で約60分。